# بورتلاند تيمبرز

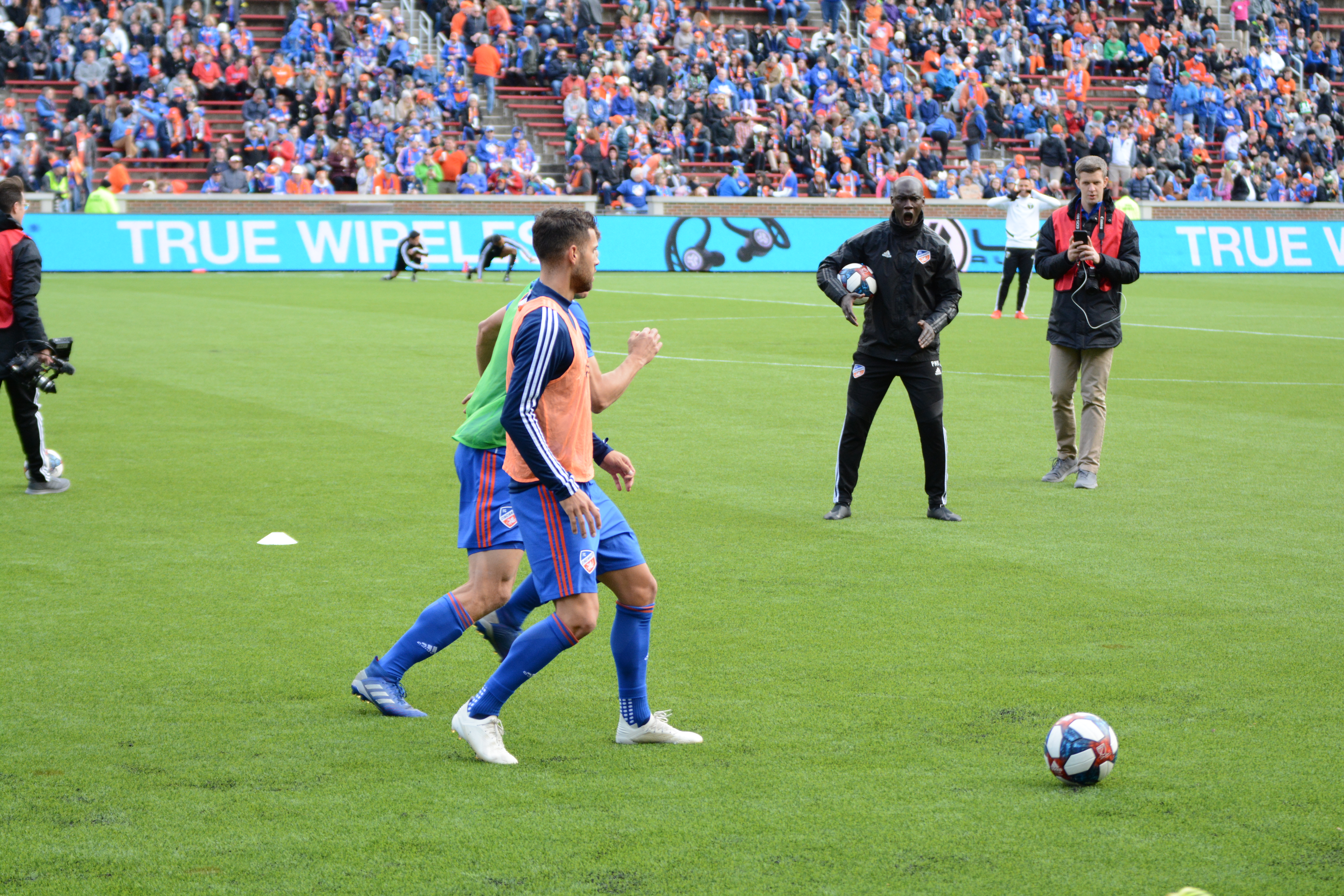
تحضيرات فريق بورتلاند تيمبرز قبل إحدى مباريات الدوري الأمريكي

بورتلاند تيمبرز (بالإنجليزية: Portland Timbers) هو فريق كرة قدم من مدينة بورتلاند، أوريغون في الولايات المتحدة، أُسس بتاريخ 2009، يلعب في الدوري الأمريكي لكرة القدم، في ملعب بروفايدنس، يدرب النادي كاليب بورتر.

## وصلات خارجية
- صفحة بيانات بورتلاند تيمبرز على موقع كووورة، تاريخ الوصول: 22 سبتمبر 2018.
- الموقع الرسمي للنادي